# Cittadella (Włochy)
Cittadella – miejscowość i gmina we Włoszech, w regionie Wenecja Euganejska, w prowincji Padwa.

## Demografia
Według danych na rok 2004 gminę zamieszkiwało 18 717 osób, 519,9 os./km².

## Historia i zabytki
Miasto posiada kompletne, ufortyfikowane mury miejskie zbudowane w XIII wieku, kiedy to mieszkańcy Padwy umocnili Cittadellę w odpowiedzi na podobny akt ze strony obywateli Tarvisio odnośnie do Castelfranco Veneto. W murach znajdują się cztery bramy, z których największe wrażenie robią Porta Padova i potężna Torre di Malta w formie wieży. Ta druga służyła jako więzienie i sala tortur użytkowana przez Ezzelina da Romano, ze względu na swoje okrucieństwo zwanego przez miejscowych synem szatana (Dante umieścił go w siódmym kręgu piekieł, w strumieniu wrzącej krwi).